# Ulf Holm
Ulf Holm (ur. 4 czerwca 1969 w Staffanstorp) – szwedzki polityk, parlamentarzysta europejski i krajowy.

## Życiorys
Absolwent zarządzania na Uniwersytecie w Lund (1987). Został działaczem Partii Zielonych, pełnił funkcję sekretarza organizacji młodzieżowej tego ugrupowania. W pierwszych w historii Szwecji wyborach do Parlamentu Europejskiego w 1995 uzyskał mandat eurodeputowanego, który sprawował do 1999. Zasiadał w Grupie Zielonych, Komisji ds. Badań Naukowych, Rozwoju Technicznego i Energii oraz Komisji ds. Kontroli Budżetu. W wyborach w 2002, 2006 i 2010 był wybierany do Riksdagu. W 2010 został wiceprzewodniczącym parlamentu. W 2014 powołany na sekretarza stanu w resorcie finansów.
Jest jawnym homoseksualistą.